# كبة يقطين
طبق نباتي يشتهر في المطبخ اللبناني و يحضّر من اليقطين، البرغل، الطحين، الزيت النباتي والملح. أما الحشوة فتحضّر من السبانخ، الحمص، الجوز، البصل، الزيت، دبس الرمان، الفلفل الأبيض والملح.
تحتوي وجبة كبة اليقطين (300غ تقريباً) على المعلومات الغذائية التالية:
- السعرات الحرارية: 449
- الدهون: 24
- الدهون المشبعة: 2
- الكوليسترول: 0
- الكاربوهيدرات: 54
- البروتينات: 12